# Leii din Tsavo
Leii din Tsavo/The Lyons from Tsavo-Africa (the demons or man-eaters) a fost o pereche de panthera leo melanochaita de sex masculin din regiunea Tsavo⁠(d) din Kenya responsabilă de moartea mai multor muncitori-constructori⁠(d) indieni și africani angajați să construiască calea ferată Kenya-Uganda⁠(d) între martie și decembrie 1898. Conform anumitor surse, perechea de lei a ucis 135 de persoane. În cele din urmă, leii au fost uciși de locotenent-colonelul John Henry Patterson⁠(d), acesta povestind despre experiența sa într-un roman semi-autobiografic intitulat The Man-eaters of Tsavo⁠(d).
Aceștia sunt în prezent cele mai studiate pantherinae antopofage, în special datorită modului în care vânau oameni și a leziunilor dentare descoperite la unul dintre ei, acestea din urmă fiind de cele mai multe ori motivul pentru care felinele mari încep să atace oameni.
Realitatea transpusă într-o ecranizare avându-l în rol secundar pe marele actor de la Hollywood pe nume Michael Douglas se numește The Ghost and The Darkness sau Umbra și Întunericul.
Filmul merită văzut / The movie must be seen.

## Informații istorice

### Primele atacuri
În cadrul proiectului feroviar care urma să lege Uganda de Portul Kilindini⁠(d) situat pe coasta vestică a Oceanului Indian, britanicii au început să construiască în martie 1898 un pod peste râul Tsavo⁠(d) din Kenya. Șantierul era alcătuit din mai multe tabere ridicate pe o suprafață de 8 mile (13 km) pentru a găzdui câteva mii de muncitori, cu precădere indieni.:18,26 Proiectul era condus de locotenent-colonelul John Henry Patterson, sosit în regiune cu doar câteva zile înainte de primele dispariții și atacuri. Pe parcursul următoarelor nouă luni, doi lei fără coamă⁠(d) au început să pândească tabăra, să târască muncitorii din corturile lor în timpul nopții și să-i devoreze. Deși atacurile au încetat timp de câteva luni, au prins de veste că alte așezări au raportat atacuri similare.:65 După ce au revenit în zonă, numărul atacurilor a crescut, iar muncitorii erau uciși aproape în fiecare zi. Aceștia au încercat să sperie leii cu ajutorul unor focuri de tabără și bomas⁠(d) (garduri din plante spinoase⁠(d)) construite în jurul taberei, însă fără rezultate. Leii săreau peste garduri sau se târau printre acestea. Patterson a remarcat inițial că doar un leu pătrundea în tabără și captura victimele, dar ulterior au început să atace împreună și să ucidă fiecare câte un om.:30–34
Odată cu intensificarea atacurilor, sute de muncitori au părăsit Tsavo, iar construcția podului a încetat. În acest moment, autoritățile coloniale au intervenit. Conform lui Patterson, până și ofițerul districtului - Dl. Whitehead - a fost atacat după ce a sosit la depoul din Tsavo într-o seară. Totuși, asistentul său Abdullah și-a pierdut viața.:75–83

### Vânătoarea
Mai târziu, alți oficiali au sosit în zonă însoțiți de aproximativ douăzeci de șipai înarmați pregătiți pentru vânătoare.:80–81Patterson a întins capcane și a încercat de mai multe ori să prindă leii într-o ambuscadă dintr-un copac pe timpul nopții. După nenumărate eșecuri, acesta a împușcat primul leu pe 9 decembrie 1898. Douăzeci de zile mai târziu, al doilea leu a fost găsit și ucis. Primul avea o lungime de 9 picioare 8 inches (2,95 m) din nas până în vârful cozii. A fost nevoie de opt bărbați pentru a transporta cadavrul în tabără.:83–93
Patterson a menționat în relatarea sa că a rănit primul leu cu un glonț de calibru mare. A nimerit animalul în piciorul din spate, însă acesta a reușit să scape. După ce a revenit în zonă la noapte, Patterson l-a împușcat în umăr, nimerind inima leului, și l-a găsit mort în dimineața următoare în apropiere de platforma sa.:91–93
Al doilea leu a fost împușcat de nouă ori cu trei puști diferite. Prima lovitură a fost trasă de pe platforma construită de Patterson lângă cadavrul unei capre. L-a împușcat de două ori unsprezece zile mai târziu. Când a descoperit leul a doua zi, Patterson l-a împușcat de mai multe ori, inclusiv de două ori în piept și o dată în cap. Locotenentul a declarat că acesta a murit mușcând dintr-o ramură de copac.:93–103

### Reluarea lucrărilor
Echipa de construcție a revenit în zonă și a încheiat construcția podului în februarie 1899. Numărul exact al persoanelor ucise este necunoscut. Patterson a oferit mai multe cifre, în general susținând că au fost 135 de victime. La sfârșitul crizei, prim-ministrul Regatului Unit, Lord Salisbury, s-a adresat Camerei Lorzilor pe tema antropofagilor din Tsavo:
„Întreaga construcție a fost oprită din cauza prezenței în așezare a unei perechi de lei antropofagi care a prins din nefericire gustul muncitorilor noștri. În cele din urmă, aceștia au fost dispuși să muncească doar dacă erau protejați de fortificații de fier. Bineînțeles că este dificil să lucrezi la o cale ferată în aceste condiții și până nu am găsit un vânător entuziast care să înlăture acești lei, întreprinderea noastră a fost puternic afectată.":104”

## Exponate

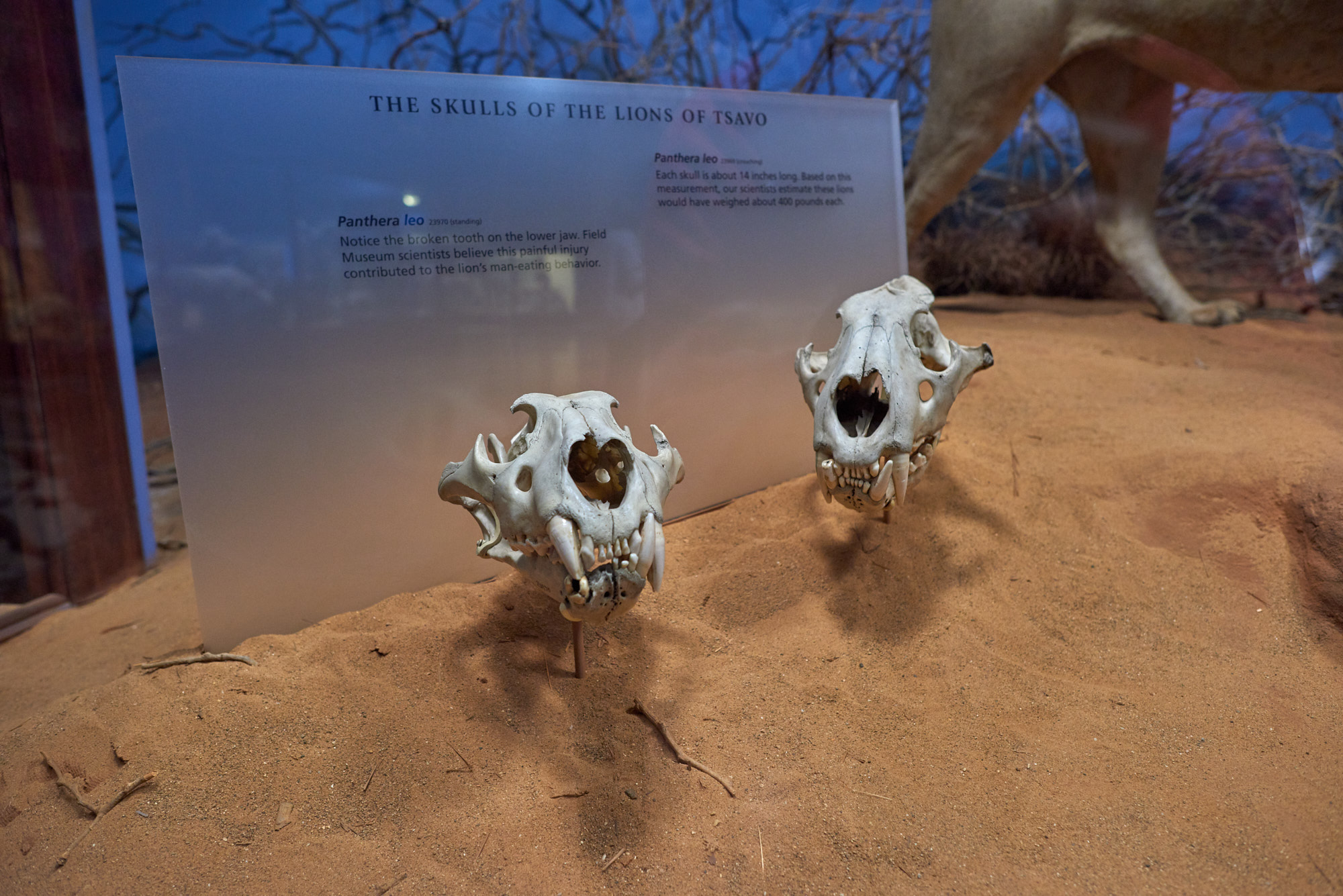
Craniile leilor din Tsavo în cadrul Muzeului de Istorie Naturală Field.

După 25 de ani în proprietatea lui Patterson, pieile celor doi lei au fost vândute Muzeului de Istorie Naturală Field⁠(d) în schimbul sumei de 5.000 de dolari. Acestea au ajuns la muzeu într-o stare foarte proastă. Animalele au fost reconstruite și sunt în prezent expuse împreună cu crainiile lor în cadrul muzeului.

## Cercetare
În 2001, o recenzie despre cauzele comportamentului antropofag în rândul leilor a dezvăluit că bilanțul uman de peste 100 de victime a fost cel mai probabil o exagerare, numărul de victime fiind cel mai probabil în jur de 28-31. Acest număr redus a fost dedus pornind de la recenzia jurnalului original al locotenentului Patterson. Totuși, studiul a precizat că jurnalul se referă doar la muncitorii indieni, iar Patterson a declarat că au existat mult mai multe victime în rândul muncitorilor africani, însă acestea nu au fost documentate.
Cele două exemplare expuse în Muzeul Field din Chicago sunt cunoscute sub numele de FMNH 23970, specimenul „în picioare”, ucis la 9 decembrie 1898 și FMNH 23969, specimenul „ghemuit”, ucis la 29 decembrie 1898. Studii recente cu privire la analiza semnăturii izotopice⁠(d) a Δ13C⁠(d) și azot-15⁠(d) din colagenul osos și keratina blănii au fost publicate în 2009. Utilizând ipoteze realiste privind cantitatea de carne consumată de la fiecare victimă și energia necesară funcționării organismului lor, cercetătorii au comparat compoziția Δ13C a antropofagilor cu leii din regiunea Tsavo cu dietă normală, cu animale rumegătoare din estul și vestul regiunii, și cu rămășițele scheletice ale poporului Taita⁠(d) de la începutul secolului al XX-lea. Conform estimărilor acestora, după 9 luni de comportament antropofag, FMNH 23969 a consumat echivalentul a 10,5 oameni, iar FMNH 23970 a consumat 24,2 oameni.
Analiza științifică nu face diferența între cadavrele umane consumate în întregime și cele consumate parțial. Locotentul Patterson a exagerat numărul victimelor, exact ca investigațiile ulterioare (e.g. „135 de oameni înarmați”, Neiburger și Patterson, 2000), deși niciunul dintre aceste studii moderne nu au luat în considerare oamenii care au fost uciși, dar nu devorați de animale. De asemenea, dieta victimelor ar afecta semnătura lor izotopică. O dietă săracă în carne produce o semnătură tipică erbivorelor în victime și ar afecta rezultatul testului. Acest fapt este important, deoarece o mare parte din muncitorii indieni din Tsavo erau hinduși și probabil aveau o dietă vegetariană. Această cercetare ignoră, dar nu infirmă, afirmațiile conform cărora leii nu-și consumau victimele, ci doare le omorau.

## Posibile cauze ale comportamentului antropofag
Teoriile pentru comportamentul antropofag al leilor au fost revizuite atât de Peterhans și Gnoske, cât și de Dr. Bruce D. Patterson (2004). Discuțiile lor prezintă următoarele fapte:
- Un focar de pestă bovină⁠(d) în 1898 (vezi epizootia de pestă bovină africană din anii 1890⁠(d)) a devastat prada naturală a leilor, forțându-i să găsească surse alternative de hrană.
- Leii obișnuiau să găsească cadavre umane la trecerea râului Tsavo. Caravanele de sclavi care alimentau comerțul cu sclavi din Africa de Est⁠(d) traversau în mod regulat râul în zona respectivă.

Un alt argument aduce în discuție faptul că primul leu avea un dinte grav deteriorat care l-ar fi împiedicat să-și ucidă prada naturală. Totuși, această teorie a fost în general ignorată de public, iar colonelul Patterson a respins-o personal, spunând că a deteriorat acel dinte cu pușca sa când leul a încercat să-l atace.
Potrivit studiilor, leii își completau dieta prin consumul de oameni. A consuma oameni era probabil o alternativă la vânătoare cauzată de boli dentare și/sau un număr limitat de prăzi.
Un studiu din 2017 realizat de echipa doctorului Bruce Patterson a constatat că unul dintre lei avea o infecție la rădăcina caninului, fapt care îl împiedica să vâneze. De obicei, leii își folosesc fălcile pentru a-și prinde și sufoca prada naturală. 

## În cultura populară

### Filme
- Men Against the Sun⁠(d) (1952) – filmat în Kenya
- Bwana Devil⁠(d) (1952)
- Killers of Kilimanjaro⁠(d) (1959)
- Umbra și întunericul (1996) – un film în care Val Kilmer îl interpretează pe John Henry Patterson⁠(d).
- Prey⁠(d) (Africa de Sud, 2007)
- Prooi (Olanda, 2016)

### Jocuri video
- Leii apar în misiunea „Cape to Cairo” din jocul video Railroad Tycoon II⁠(d).
- Tsavo'ka (traducere: Ghost in the Darkness) este un tigru rar care poate fi găsit pe Insula Timeless în World of Warcraft.
- În Cabela's Dangerous Hunts 2011⁠(d), leii îi sunt menționați de protagonistului Cole de către Mbeki.